# 西爾 (蒙大拿州)
西爾（英語：Cyr）是位於美國蒙大拿州米納勒爾縣的普查規定居民點。

## 歷史
西爾的郵局於1908年設立，其後於1914年停運。

## 人口
根據2020年美國人口普查的數據，西爾的面積為3.63平方千米，皆為陸地。當地共有人口63人，而人口密度為每平方千米17.36人。